# Anita Mui
 (septembre 2023).
Si vous disposez d'ouvrages ou d'articles de référence ou si vous connaissez des sites web de qualité traitant du thème abordé ici, merci de compléter l'article en donnant les références utiles à sa vérifiabilité et en les liant à la section « Notes et références ».

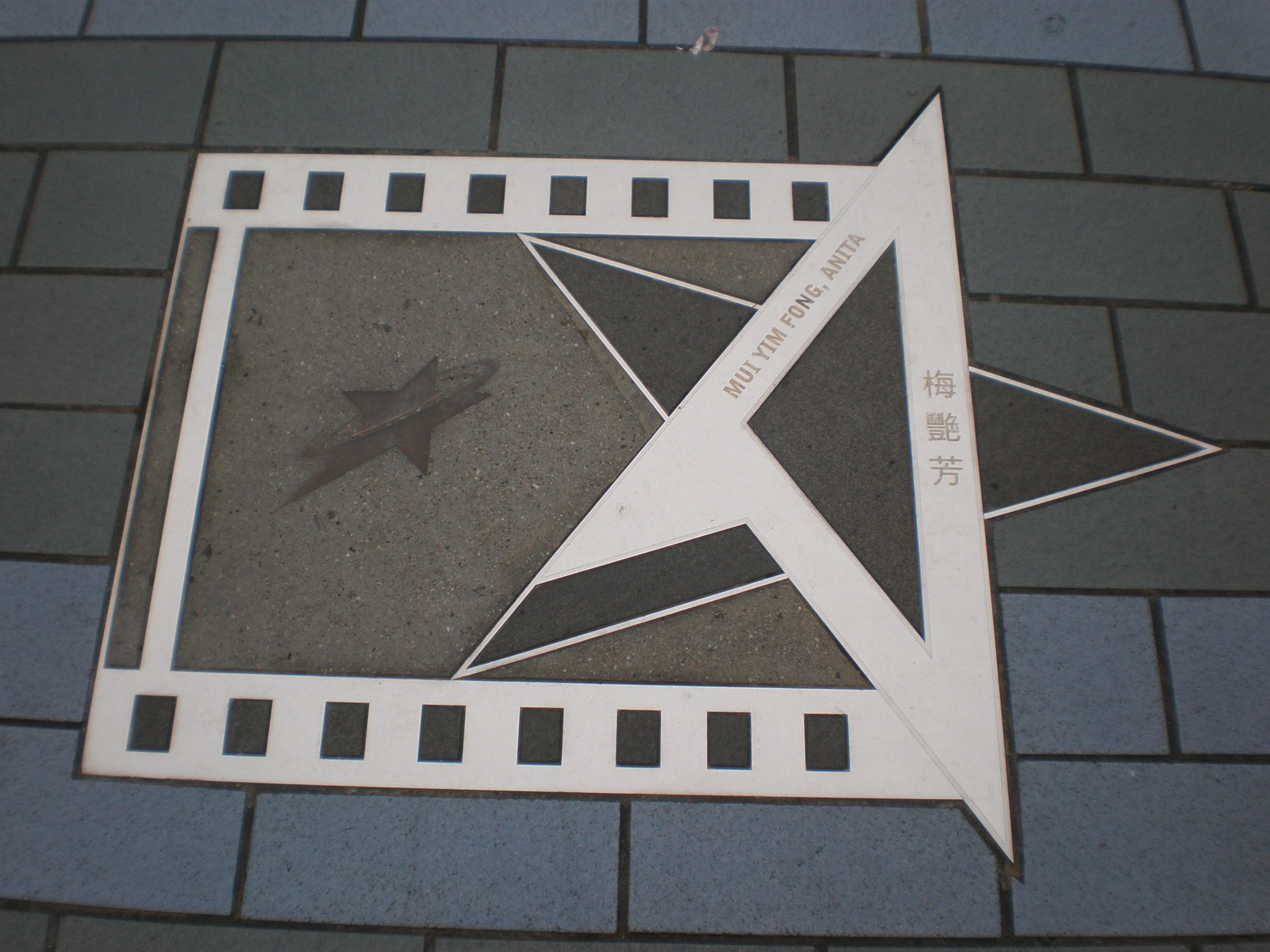
Empreintes sur l'avenue des stars à Hong Kong

Anita Mui Yim-Fong (梅艷芳) était une actrice et chanteuse hongkongaise née le 10 octobre 1963 à Hong Kong et décédée le 30 décembre 2003 à Hong Kong des suites d'un cancer du col de l'utérus à l'âge de 40 ans. Elle est considérée comme une « fille de Sing ».

## Biographie
Anita Mui commence sa carrière d'artiste à l'âge de cinq ans, lorsqu'elle se produit, en compagnie de sa sœur, dans un numéro alternant chansons de variété et opéra. À l'âge de 18 ans, Anita Mui remporte un concours de chant à la télévision, qui permet à sa carrière de décoller de façon fulgurante. Elle devient alors une star de la cantopop et se voit décerner le surnom de "Madonna asiatique". En 1983, parallèlement à la chanson, Anita Mui commence une carrière d'actrice en tournant dans bon nombre de productions cinématographiques de Hong Kong, sous la direction de cinéastes renommés, tels Tsui Hark, Johnnie To ou encore Jackie Chan.
En 1982, Anita Mui a participé au premier Rookie Singing Contest sponsorisé par TVB et Huaxing Records, et a remporté le championnat avec un score proche de la note maximale. En 1983, Anita Mui sort son premier album "Red Doubt", qui se vend à 250 000 exemplaires. En 1983, elle participe au Tokyo Music Festival avec la version japonaise de la chanson "Hand Over My Heart", et remporte deux prix, le "Asia Special Award" et le "Tokyo TV Award", devenant la nouvelle la plus accrocheuse. étoile. En janvier 1985, l'album "Time Flows Like Water" est sorti. Le 7 janvier 1986, l'album "Bad Girl" est sorti, établissant un record de ventes cumulées de 720 000 exemplaires à Hong Kong cette année-là. En décembre de la même année, elle a donné son premier concert solo au Hong Kong Coliseum de Hung Hom, effectuant 15 représentations consécutives, établissant un record pour la plus jeune chanteuse à donner un concert solo au Hong Kong Coliseum de Hung Hom et ayant le plus de représentations. Deux ans plus tard, le style de chant de "Bad Girl" a encore évolué, et deux albums "Anita Mui (Tango Like Fire)" et "Anita Mui (Red Lips)" sont sortis, et Anita Mui a joué avec une image sexy. pour le plus grand nombre de concerts, connus sous le nom de "Mei 28" et "Mei 30", signifie qu'elle a donné 28 et 30 concerts d'affilée, et sa carrière est florissante.
De 1985 à 1989, elle a remporté le prix de la chanteuse la plus populaire pendant 5 fois consécutives lors de la cérémonie de remise des prix Top Ten Golden Melody et a remporté le prix d'or de la chanteuse lors de la cérémonie de remise des prix Best Music Pop Chart de 1989, et était connue sous le nom de "Queen de la musique". Atteindre le statut de superstar. En 1988, Anita Mui a été invitée en tant que seule chanteuse asiatique à participer au "Olympic Prelude Extravaganza" aux Jeux olympiques de Séoul en Corée du Sud. Elle s'est produite avec des superstars du monde entier, dont la superstar américaine Janet Jackson. Par la suite, Anita Mui a sorti des disques en Corée du Sud, qui est également l'une de ses bases de disques. En 1990, Anita Mui a été classée parmi les 5 chanteuses de langue étrangère les plus populaires en Corée, et ses chansons sont également entrées dans les principaux charts pop en Corée, sautant de Hong Kong et devenant la reine de l'Asie. Sur scène, en raison de son image en constante évolution, ses vêtements mènent la tendance de Hong Kong, son image est avant-gardiste et audacieuse, et elle est la première chanteuse de la région de la Grande Chine à changer plusieurs chemises lors d'un même concert, et a différents looks sur la pochette de l'album et le MV, elle s'appelle donc ""Divas" et "Asian Madonna".
En 1990, Anita Mui a organisé 30 "Anita Mui Summer Concerts" et a annoncé qu'elle ne recevrait plus de prix de musique (tous les prix suivants étaient des hommages musicaux), et son développement s'est déplacé vers le cinéma et la charité. Un an plus tard, il a tenu 30 "Concert d'adieu d'Anita Mui" et a annoncé son retrait de la scène musicale. La nouvelle a remué toute la communauté chinoise. En 1994, l'album "This Is It" est sorti. Parmi eux, "Where is the love" et la couverture de "Misty Night Rain" de Tony Leung ont été populaires pendant un certain temps ; la même année, les ventes mondiales totales de disques a dépassé les 10 millions d'exemplaires, et elle a été la première chanteuse de Hong Kong avec cette réalisation.
Sa performance dans l'industrie cinématographique est également remarquable, avec des rôles très divers et de nombreuses récompenses. Certains continentaux utilisaient autrefois "Xiayufanghong" (Brigitte Lin, Maggie Cheung, Anita Mui et Chung Chuhong) pour décrire les actrices les plus représentatives des films de Hong Kong des années 1980 au début des années 1990. En 1984, elle remporte le prix de la meilleure actrice dans un second rôle aux 4èmes Hong Kong Film Awards pour « Fate » ; en 1987, elle remporte le Taiwan Golden Horse Award et les Hong Kong Film Awards de la meilleure actrice en 1987 avec « Rouge Button » ; en 2002 En 2010, elle remporte le prix de la meilleure actrice au festival du film de Changchun avec "Forty Men". Elle est la première artiste féminine de Hong Kong à pouvoir remporter les titres de "Reine de la chanson", "Reine de Dieu" et "Reine de la meilleure actrice". En plus de "Rouge Button", elle a également été nommée pour "Meilleure actrice" aux Taiwan Golden Horse Awards en 1991 avec "When Will You Come Again", en 2001 avec "Panic Holiday" et en 2002 avec "Men Forty" ; en 1992 nommée pour la meilleure actrice aux Hong Kong Film Awards pour « When Will You Come Again », « The Judge » en 1993, « The Red Zone » en 1995 et « Forty Men » en 2002.
2002 était son 20e anniversaire dans l'industrie. L'album commémoratif "With" a invité 11 chanteurs célèbres dont Leslie Cheung, Alan Tam, Jacky Cheung, Andy Lau, Faye Wong, Sammi Cheng, Kelly Chen, Sandy Lam, Wong Yiu Ming, Andy Hui. et So Yongkang. La même année, Anita Mui a organisé dix "concerts de rêves extrêmes" au stade Hung Hom. Cette fois, elle a reçu des costumes de scène d'une valeur de 5 millions de yuans de Christian Dior. Ces modes provenaient toutes du dernier défilé de mode à Paris, en France. , et c'était leur première apparition en Asie , parce que les sponsors croient qu'Ah Mui est une star de renommée internationale avec un comportement de superstar, et son succès est une légende, alors John Galliano, la barre de Dior à Paris, a soigneusement conçu cette série de costumes pour Ah Mui. Lors du concert, Amei est également la première chanteuse de l'histoire à porter deux costumes Christian Dior Couture uniques en même temps.
En matière de musique, Anita Mui a des styles variés. En 2009, selon la "World Records Association", elle a été sélectionnée comme la "Chanteuse la plus féminine dans les concerts solo chinois mondiaux" avec un total de 292 concerts solo à travers le monde. . À l'âge de 35 ans, elle a remporté le "Golden Needle Award", la plus haute distinction de la scène musicale de Hong Kong, et à l'âge de 40 ans, elle a remporté l'honneur de la réalisation artistique au China Golden Disc Award (un prix national de la musique ).
Cependant, au moment de la rétrocession de Hong Kong à la république populaire de Chine, Anita Mui prend du recul par rapport à sa carrière artistique.
En 2003, atteinte d'un cancer, elle accepte néanmoins un rôle dans le film Le Secret des poignards volants réalisé par Zhang Yimou. Affaiblie par sa maladie, le réalisateur lui propose de repousser le tournage de ses scènes au début de l'année 2004. Après son décès le 30 décembre 2003, le cinéaste décide de modifier le scénario plutôt que de lui trouver une remplaçante. Le nom d'Anita Mui reste présent au générique.

## Filmographie
- 1983 : Dancing Warrior (Pi li qing), de Chang Cheh
- 1983 : Mad Mad 83 (Feng kuang ba san), de Chu Yuan
- 1983 : Let's Make Laugh (Biu choh chat yat ching), de Alfred Cheung
- 1984 : Behind the Yellow Line (Yuen fan), de Taylor Wong
- 1985 : Young Cops (Qing chun chai guan), de Yau Fung-hung
- 1985 : Lucky Diamond (Juk nei ho wan), de Yuen Cheung-yan
- 1985 : Golden Destroyers, de Gordon Chan
- 1985 : The Musical Singer (Ge wu sheng ping), de Dennis Yu
- 1986 : Chocolate Inspector (Shen tan zhu gu li), de Philip Chan
- 1986 : 100 Ways to Murder Your Wife (Shaqi Errenzu), de Kenny Bee
- 1986 : Happy Ding Dong (Huan le ding dong), de Michael Hui
- 1986 : Why, Why, Tell Me Why? (Huai nu hai), de Siu Ga-wing
- 1986 : Last Song in Paris (Ou ran), de Chu Yuan
- 1987 : The Happy Bigamist (Yi wu liang qi), de Anthony Chan
- 1987 : Rouge (Yin ji kau), de Stanley Kwan
- 1987 : Scared Stiff (Xiao sheng meng jing hun), de Liu Chia-liang
- 1987 : Trouble Couples (Kai xin wu yu), de Eric Tsang
- 1988 : One Husband Too Many (Yi qi liang fu), de Anthony Chan
- 1988 : Three Wishes (Hei xin gui), de Billy Chan
- 1988 : The Greatest Lover (Gong zi duo qing), de Clarence Fok
- 1989 : Big Brother (Qiji), de Jackie Chan
- 1989 : Le Syndicat du crime 3 (Ying hung boon sik III), de Tsui Hark
- 1989 : Miracles (Mr Canton & Lady Rose), de Jackie Chan
- 1990 : The Fortune Code (Fu gui bing tuan), de Kent Cheng
- 1990 : Kawashima Yoshiko (Chuan dao fang zi), de Eddie Fong
- 1990 : Shanghai, Shanghai (Luan shi er nu), de Teddy Robin Kwan
- 1991 : The Queen of Gamble (Du ba), de Jeffrey Lau et Corey Yuen
- 1991 : Au revoir, mon amour (Hoyat gwan tsoi loi), de Tony Au et Kenneth Tsang
- 1992 : Un couple explosif (Sam sei goon), de Johnnie To
- 1992 : Saviour of the Soul (Gauyat sandiu haplui), de David Lai et Corey Yuen
- 1992 : Moon Warriors (Zhan shen chuan shuo), de Sammo Hung
- 1993 : The Magic Crane (Xin xian hao shen zhen), de Benny Chan
- 1993 : The Heroic Trio (Dung fong saam hap), de Johnnie To
- 1993 : Executioners (Xian dai hao xia zhuan), de Ching Siu-tung et Johnnie To
- 1993 : Fight Back to School 3 (Tao xue wei long zhi long guo ji nian), de Wong Jing
- 1993 : Green Snake (Ching Se), de Tsui Hark
- 1993 : Le Moine fou (Chai gong), de Ching Siu-tung et Johnnie To
- 1994 : Combats de maître 2 (Jui kuen II), de Liu Chia-liang
- 1995 : My Father is a Hero (Gei ba ba de xin), de Corey Yuen
- 1996 : Who's the Woman, Who's the Man (Gum gee yuk yip 2), de Peter Chan
- 1996 : Jackie Chan dans le Bronx (Hong faan kui), de Stanley Tong
- 1997 : Eighteen Springs (Boon sang yuen), de Ann Hui
- 2001 : Midnight Fly (Huang xin jia ni), de Jacob Cheung
- 2001 : Wu Yen, de Johnnie To et Wai Ka-fai
- 2001 : Let's Sing Along (Laam goh lui cheung), de Matt Chow
- 2001 : Dance of a Dream (Oi gwan yue mung), de Andrew Lau
- 2002 : July Rhapsody (Laam yan sei sap), de Ann Hui
- 2004 : Le Secret des poignards volants (Shi Mian Mai Fu), de Zhang Yimou

## Récompenses
- Nomination au prix de la meilleure chanson (Chi Sui Lau Nin), lors des Hong Kong Film Awards 1985 pour Homecoming.
- Prix du meilleur second rôle féminin, lors des Hong Kong Film Awards 1985 pour Behind the Yellow Line.
- Prix de la meilleure actrice, lors du Golden Horse Film Festival 1988 pour Rouge.
- Prix de la meilleure actrice, lors du Festival du film Asia-Pacific 1989 pour Rouge.
- Prix de la meilleure actrice, lors des Hong Kong Film Awards 1989 pour Rouge.
- Prix de la meilleure chanson (Yin Ji Kau), lors des Hong Kong Film Awards 1989 pour Rouge.
- Nomination au prix de la meilleure actrice et meilleur chanson (Hoh Yat), lors des Hong Kong Film Awards 1992 pour Au revoir, mon amour.
- Prix de la meilleure chanson (Chi Si Gu Yan Loi), lors des Hong Kong Film Awards 1992 pour Twin Bracelets.
- Nomination au prix de la meilleure actrice, lors des Hong Kong Film Awards 1993 pour Justice, My Foot.
- Nomination au prix de la meilleure chanson (Mok Man Yat Sang), lors des Hong Kong Film Awards 1994 pour The Heroic Trio.
- Prix de la meilleure chanson (Nui Yan Sam), lors des Hong Kong Film Awards 1994 pour The Heroic Trio.
- Nomination au prix de la meilleure actrice, lors des Hong Kong Film Awards 1996 pour Jackie Chan dans le Bronx.
- Prix du meilleur second rôle féminin, lors des Hong Kong Film Awards 1998 pour Eighteen Springs.
- Prix de la meilleure actrice, lors du Festival du film de Changchun 2002 pour July Rhapsody.
- Nomination au prix de la meilleure actrice, lors du Golden Horse Film Festival 2002 pour July Rhapsody.
- Nomination au prix de la meilleure actrice, lors des Hong Kong Film Awards 2002 pour July Rhapsody.